# Lepisosteiforme
Lepisosteiformele (Lepisosteiformes) (din lepis (gr.) = solz + osteon (gr.)   = os, sau osseus (lat.)  = osos + formes (lat.)  = asemănător) sau lepidosteiformele (Lepidosteiformes) sunt un ordin de pești răpitori piscivori, care trăiesc în apele dulci din America de Nord și America Centrală. Lepisosteiformele includ o singură familie existentă - lepisosteide (Lepisosteidae) cu șapte specii existente cuprinse în două genuri: Lepisosteus (peștii caiman) și Atractosteus (peștii aligator). Lepisosteiformele fosile sunt cunoscute încă din perioada cretacicului inferior.

## Descrierea
Peștele caiman (Lepisosteus osseus) atinge o lungime de 1,8 m. și are o greutate de circa 22,7 kg, iar peștele aligator (Atractosteus spatula) atinge o lungime de 3 m și are o greutate maximă de 137 kg.
Lepisosteiformele se aseamănă cu știuca prin corpul lor sagitiform, cu capul turtit, dorso-ventral, prevăzut cu un bot alungit în vârful căruia se găsesc nările, și prin înotătoarele dorsală și anală deplasate în apropierea cozii. Coada este heterocercă însă nu este bifurcată ca și la știucă, ci are lobul rotunjit.  Se mai deosebesc de știucă și de toți teleosteenii prin prezența solzilor ganoizi rombici, așezați în rânduri oblice, care formează în jurul peștelui o platoșă puternică, precum și prin fulcrele (solzi ganoizi dezvoltați mai puternic) ce preced fiecare înotătoare. 
Fălcile foarte lungi, ca la crocodilieni, sunt prevăzute cu dinți conici de dimensiuni inegale, iar gura este largă.
Vertebrele sunt opistocelice (cu corpul concav posterior și convex anterior), un caracter unic printre pești. 
În intestin se află numai un rest de valvulă spirală, care mărește suprafața sa de absorbție, iar la începutul intestinului se găsesc numeroase apendice pilorice. 
Spiraculul (orificiul respirator extern) nu se păstrează la animalul adult, iar pseudobranhia (branhia falsă) sa care primește sânge oxigenat, este deplasată pe fața internă a operculului. Tot aici este deplasată și hemibranhia corespunzătoare arcului hioidian, care primește sânge venos. Cele două branhii se numesc branhii operculare. 
Vezica înotătoare are forma unui sac lung, și conducta sa se deschide pe fața dorsală a esofagului. Pereții săi sunt alveolari și puternic vascularizați. Peștele o întrebuințează și la respirație, ridicându-se din când în când la suprafața apei pentru a înghiți aer. 

## Răspândirea geografică
Lepisosteiformele existente sunt răspândite în apele dulci din estul Americii de Nord, la nord până în Montana  (SUA) și sudul provinciei Quebec (Canada),  la vest până în Montana și în America Centrală și Cuba.
Speciile fosile (dispărute) de lepisosteiforme aveau o biodiversitate și un areal mult mai mare. Fosile bine conservate de lepisosteiforme au fost găsite în vestul Americii de Nord, Europa, Africa, Madagascar, India și America de Sud. Speciile fosile sunt absente în Asia de Est.
Raportarea unei specii existente în China (Lepisosteus sinensis Bleeker, 1873) a fost o eroare, care de fapt a fost un pește teleostean din familia Belonidae.

## Habitat
Lepisosteiformele sunt în general pești de apă dulce, deși unele specii pot intra ocazional în apele salmastre sau marine de lângă malul mării.
Peștele aligator (Atractosteus spatula), în special, este frecvent prins cu plasele pentru creveți în mlaștinile sărate din Louisiana și a fost adesea observat în apele marine de pe coasta Golfului Mexic ale SUA.
Lepisosteiformele pot tolera ape cu conținut scăzut de oxigen deoarece au o vezică înotătoare foarte vascularizată care comunică cu faringele printr-un duct pneumatic lărgit, permițându-le să respire aerul din atmosferă, ridicându-se din când în când la suprafața apei.

## Comportament
Lepisosteiformele înoată, de obicei, lent, dar la nevoie se deplasează foarte iute pentru perioade scurte de timp.
Ele adesea rămân nemișcate în apropierea suprafeței apei până când prada se apropie destul de mult. Apoi, cu o împunsătură laterală rapidă cu botul (ciocul) prevăzut cu dinți ascuțiți, peștele străpunge prada cu dinții și în cele din urmă o înghite.
Cu toate că peștele aligator atinge dimensiuni foarte mare (de până la 3 m lungime totală) și are numeroși dinți mari ascuțiți și un cap care seamănă superficial cu cel a unui crocodil, nu există înregistrări autentice a unor atacuri grave asupra oamenilor.

## Hrana
Lepisosteiformele sunt în principal piscivore, hrănindu-se cu alți pești, iar mai multe specii își suplimentează hrana cu broaște, crabi și alte nevertebrate, mamifere mici sau chiar cu gunoaiele deversate în apă. Peștii aligator mari se hrănesc ocazional cu păsări de apă (rațe, anhinga americană etc). Sunt uneori canibale.
Fălcile alungite ale acestor pești, prevăzute cu dinți ascuțiți facilitează prinderea prăzii, care înoată în apropiere, cu o mișcare rapidă a capului.
Lepisosteiformele adulte au o platoșă bine dezvoltată formată din solzi ganoizi groși și oase dermice și prin urmare, ele au puțini prădători.

## Reproducerea
Masculii ating maturitatea sexuală la 3-4 ani, iar femelele la 6 ani. Depunerea icrelor are loc din martie până în mai, în ape de mică adâncime, fiecare femelă fiind însoțită de trei sau patru masculi. Fertilizarea este externă.
Numărul mediu de icre depuse de o femelă este de aproximativ 28.000, cu variații de la 4.000 la 60.000 în funcție de dimensiunea ei. Icrele sunt de culoare neagră, lipicioase și se agață de roci și de plante acvatice.
Larvele eclozează în câteva zile și puietul se fixează de plantele acvatice prin discuri adezive de la capătul botului și rămân agățate până sacul vitelin se resoarbe. După aceasta, puietul înoată liber, hrănindu-se cu larve de țânțari și alte insecte acvatice. Icrele și puietul nu sunt  îngrijite de  părinți. Icrele sunt extrem de toxice.
Longevitatea acestor pești este de cel puțin de 20 de ani.

## Importanța
Lepisosteiformele sunt frecvent considerate ca dăunători pentru peștii destinați pescuitului sportiv și rup adesea plasele pescarilor în statele din sud-estul SUA. Peștii aligator sunt prădători importanți în majoritatea ecosistemelor acvatice unde  ei se întâlnesc.
Carnea lepisosteiformelor este foarte osoasă și de obicei nu este consumată de către oameni. Excepțiile includ New Orleans și unele regiuni din sud-estul Statelor Unite unde carnea peștelui aligator este vândută, și regiunile vestice din sudul Mexicului și Guatemala, unde lepisosteul tropical (Atractosteus tropicus) este un pește comestibil important. Icrele lepisosteiformelor sunt toxice.
Solzi ganoizi ai acestor pești au fost folosiți în trecut în confecționarea bijuteriilor, vârfurilor săgeților și a ornamentelor. Peștii aligator sunt populari în pescuit sportiv în sudul Statelor Unite, și-au inspirat multe turnee de pescuit.
Lepisosteul cu botul plat  (Lepisosteus platyrhincus) are un colorit atractiv și este apreciat ca pește de acvariu. Peștele caiman (Lepisosteus osseus), lepisosteul pestriț (Lepisosteus oculatus) și peștele aligator sunt uneori comercializați ca animale de companie.

## Sistematica
Ordinul Lepisosteiforme include o singură familie existentă Lepisosteidae cu șapte specii existente cuprinse în două genuri: Lepisosteus și Atractosteus: 
Familia Lepisoteidae
- Genul Atractosteus Rafinesque, 1820
  - Atractosteus spatula (Lacépède, 1803)
  -  Atractosteus tristoechus (Bloch & J. G. Schneider, 1801)
  - Atractosteus tropicus Gill, 1863
- Genul Lepisosteus Linnaeus, 1758
  - Lepisosteus oculatus Winchell, 1864
  - Lepisosteus osseus (Linnaeus, 1758)
  - Lepisosteus platostomus Rafinesque, 1820
  - Lepisosteus platyrhincus DeKay, 1842